# Frontul Unitar de Eliberare Națională
Frontul Unitar de Eliberare Națională (în sârbocroată Jedinstveni narodnooslobodilački, cu caractere chirilice: Јединствени народноослободилачки фронт, acronim: ЈНОФ / JNOF) sau mai comun Frontul de Eliberare Națională (uneori cunoscut sub denumirea Frontul de Eliberare Populară), a fost o organizație politică și o mișcare antifascistă din Iugoslavia din timpul celui de-al Doilea Război Mondial.
A fost condus de Partidul Comunist Iugoslav (KPJ) și a unit toate partidele politice și indivizii ale spectrului politic de stânga cu orientări republicane și federaliste din Regatul Iugoslaviei aflat sub ocupație.
Frontul a servit drept sprijin politic mișcării de rezistență iugoslavă, cunoscută sub numele de partizanii iugoslavi.
În 1945, odată cu câștigarea războiului de partizani, Frontul Unitar de Eliberare a Poporului a fost reorganizat și redenumit Frontul Popular al Iugoslaviei (Narodni Front, NOF). Sub acest nume, frontul a câștigat alegerile iugoslave postbelice (ca unic participant), după care a fost redenumit la scurt timp în Alianța Socialistă a Muncitorilor din Iugoslavia⁠(d) (Socijalistički savez radnog naroda Jugoslavije, SSRNJ).